# Ban Rai (huyện)
Ban Rai (tiếng Thái: บ้านไร่) là một huyện (amphoe) ở tỉnh Uthai Thani ở phía tây Thái Lan.

## Địa lý
Huyện này có diện tích hơn ½ diện tích tỉnh Uthai Thani, là huyện có diện tích lớn thứ 3 trong các huyện Thái Lan. Một phần lớn diện tích huyện thuộc Khu bảo tồn thiên nhiên hoang dã Huai Kha Khaeng.
Các huyện giáp ranh (từ phía bắc theo chiều kim đồng hồ) là: Mae Poen của tỉnh Nakhon Sawan, Lan Sak, Huai Khot và Nong Chang của tỉnh Uthai Thani, Nong Mamong, Hankha và Noen Kham của tỉnh Chainat, Dan Chang của tỉnh Suphanburi, Si Sawat và Thong Pha Phum của tỉnh Kanchanaburi và Umphang của tỉnh Tak.

## Hành chính
Huyện này được chia thành 13 phó huyện (tambon), các đơn vị này lại được chia ra thành 134 làng (muban). Có hai thị trấn (thesaban tambon) - Ban Rai nằm trên một phần của tambon Ban Rai và Ban Bueng, còn Mueang Ka Rung
nằm trên một phần của tambon cùng tên. Có 12 Tổ chức hành chính tambon.
| STT. | Tên                  | Tên Thái       | Số làng | Dân số |  |
| ---- | -------------------- | -------------- | ------- | ------ |  |
| 1.   | Ban Rai              | บ้านไร่          | 11      | 8.616  |  |
| 2.   | Thap Luang           | ทัพหลวง         | 15      | 7.988  |  |
| 3.   | Huai Haeng           | ห้วยแห้ง         | 9       | 4.748  |  |
| 4.   | Khok Khwai           | คอกควาย        | 16      | 7.154  |  |
| 5.   | Wang Hin             | วังหิน           | 6       | 3.502  |  |
| 6.   | Mueang Ka Rung       | เมืองการุ้ง       | 13      | 6.905  |  |
| 7.   | Kaen Makrut          | แก่นมะกรูด       | 4       | 1.621  |  |
| 9.   | Nong Chok            | หนองจอก        | 15      | 5.296  |  |
| 10.  | Hu Chang             | หูช้าง           | 13      | 6.556  |  |
| 11.  | Ban Bueng            | บ้านบึง          | 7       | 3.320  |  |
| 12.  | Ban Mai Khlong Khian | บ้านใหม่คลองเคียน | 8       | 3.219  |  |
| 13.  | Nong Bom Kluai       | หนองบ่มกล้วย     | 10      | 3.318  |  |
| 14.  | Chao Wat             | เจ้าวัด          | 7       | 3.924  |  |